# Bagsværd
Bagsværd est une localité de la banlieue de Copenhague, situé à environ 12 km au nord-ouest de la capitale danoise.
La Bagsværd Boarding School, fondée en 1908, est une des écoles privées les plus connues du Danemark.

## Personnalités liées à la commune

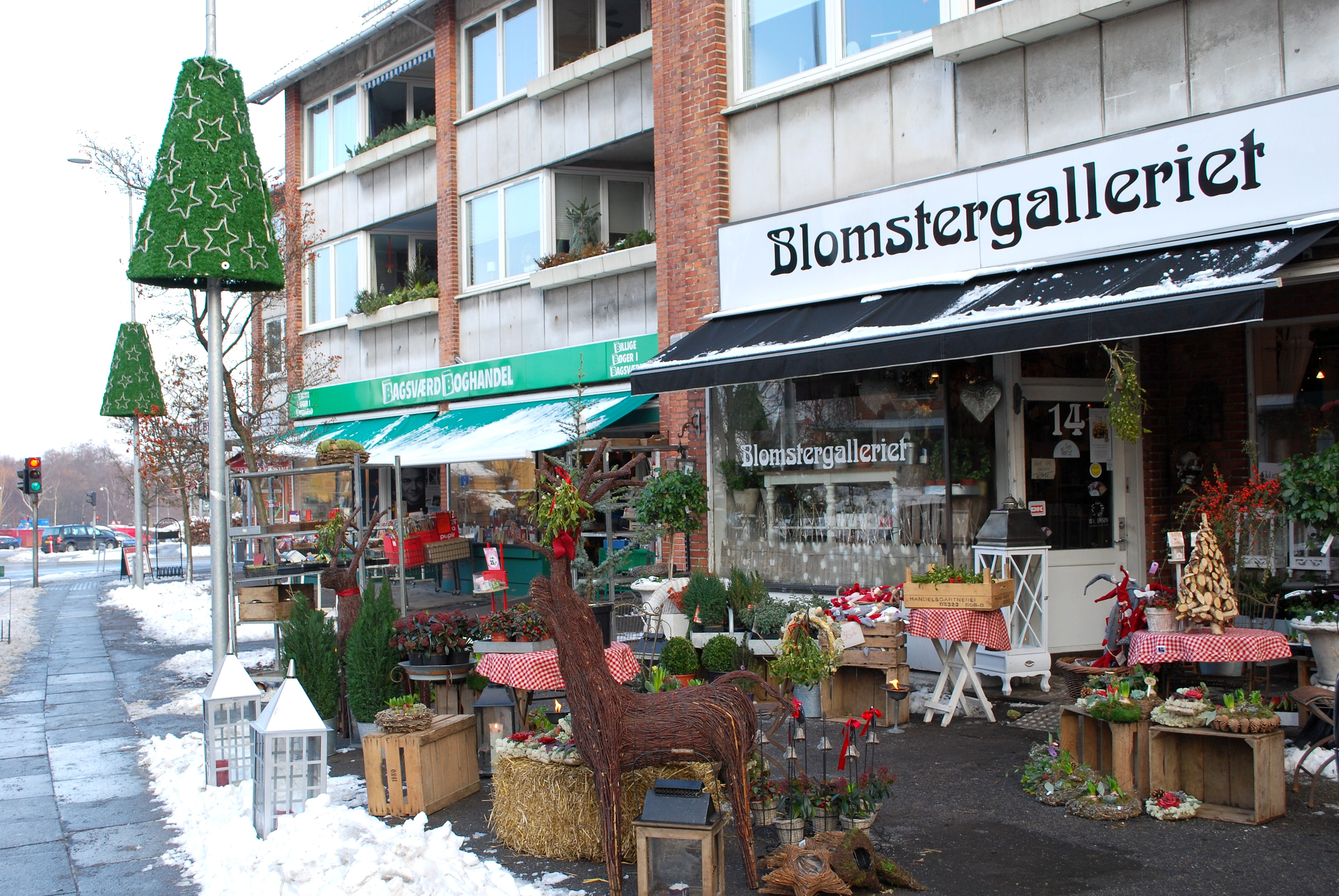
Une rue de Bagsværd.